# Крістіна Лотаринзька
Крістіна Лотаринзька (фр. Christine de Lorraine, нім. Christine von Lothringen, 16 серпня 1565 — 9 грудня 1637) — лотаринзька принцеса з дому де Водемон, донька герцога Лотарингії Карла III та французької принцеси Клавдії Валуа, дружина великого герцога Тоскани Фердинандо I Медічі. Співрегентка Тоскани у 1621—1628 роках разом з Марією Магдалиною Австрійською.

## Життєпис
Крістіна народилась 16 серпня 1565 року в Герцогському палаці Нансі другою дитиною та старшою донькою в родині герцога Лотарингії та Бару Карла III та його дружини Клавдії Валуа. Своє ім'я новонароджена отримала на честь бабусі Крістіни Данської, яка стала її хрещеною матір'ю. Дівчинка мала старшого брата Анрі. Згодом родина поповнилася ще сімома дітьми. Невдовзі після народження молодшої доньки їхня матір померла. Крістіні на той час було 9 років. Батько більше не одружувався. Дівчинка надалі виховувалася при французькому дворі у Парижі. Її освітою займалася бабуся Катерина Медічі, в чиїх апартаментах і проживала юна принцеса. За цей час між ними склалися довірчі відносини, дівчинка перебувала під сильним впливом поважної родички.

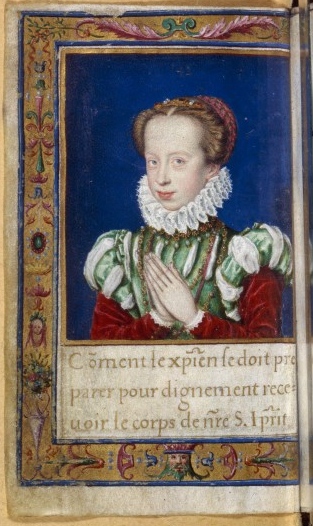
Крістіна Лотаринзька

Попри не надто привабливу зовнішність, Крістіна мала численних претендентів на руку та серце. Першою ідеєю Катерини де Медічі у 1580 році було одружити онуку із власним сином Франсуа-Еркюлем, але дівчина цей план не підтримала. Як кандидати розглядалися також спадкоємець Мантуанського герцогства Вінченцо Гонзага та герцог Савої Карл Еммануїл I. При дворі ходили чутки щодо спланованого шлюбу Крістіни та короля Шотландії Якова I. Король Генріх III мав намір одружити кузину зі своїм фаворитом, герцогом Жаном-Луї де Ногаре де Ла Валетт д'Еперноном, однак, цей проект наштовхнувся на сильну опозицію з боку Катерини. У грудні 1586 руки Крістіни просив Генріх Наварський, що мав намір розлучитися із першою дружиною, у присутності маршала Альбера де Гонді.
Врешті-решт, бабуся обрала свого родича Фердинандо I Медічі, великого герцога Тоскани. Королева воліла цього союзу для своєї улюблениці, щоб таким чином скріпити відносини дому Медічі із Францією, а не Іспанією. Фердинандо, склавши сан, шукав партію, яка б зберегла політичну незалежність Тоскани. Переговори тривали довгий час, їх очолював Гораціо Рушелє. Шлюбний контракт був складений 24 жовтня 1588, але не підписаний. Весілля за домовленістю відбулося 8 грудня 1588 в каплиці Сен-Кале Блуаського замку у Франції. Нареченого представляв Шарль де Валуа, граф Оверньський.
Смерть бабці у січні 1589 затримала від'їзд Крістіни до Італії. Нарешті, шлюбний контракт підписали 27 лютого, а наступного дня вона вирушила в дорогу. Через Ліон, Авіньйон та Екс-ан-Прованс прицеса дісталася Марселю, де 11 квітня сіла на флорентійський корабель. 23 квітня Крістіна прибула до Ліворно, де її вітав дівер П'єро де Медічі. У Поджо-а-Каяно вона вперше побачила чоловіка, а 30 квітня пара в'їхала до Флоренції.
Весілля відбулося 3 травня 1589 року в Флоренції. Нареченій було 23 роки, нареченому — 39. Святкування, що було розкішним та добре задокументованим, мало справити враження на королівські двори Європи. Після вінчання у катедральному соборі міста, відбулися заходи на відкритому повітрі, а також бали та бенкети, комедії та музичні інтермедії, і навіть імітація морської битви на затопленому подвір'ї палаццо Пітті. Всього на цю пишноту пішло близько чотирнадцяти мільйонів фунтів у сучасній валюті. Посаг нареченої становив 600.000 готівкою та коштовностей на 50.000. Крістіна також успадкувала все особисте майно бабусі, гобелени та витвори мистецтва.
У подружжя народилося дев'ятеро дітей. Після весілля Крістіна сприяла дружній політиці чоловіка у бік Франції. За її підтримки відбувся шлюб із короля Генріха IV із Марією де Медічі. Велика герцогиня супроводжувала родичку до Марселя. Тим не менш, істотно на рішення, що приймав Фердинандо, Крістіна не впливала. З часом, чоловік почав частіше з нею радитися. Під час його правління Тоскана переживала економічний підйом, були укріплені фінанси країни, квітла торгівля, у великих європейських містах були відкриті банки, що контролювалися родиною Медічі. Толерантність по відношенню до євреїв та єретиків сприяла перетворенню Ліворно на значний порт. Також Фердинандо був відомим поціновувачем та покровителем мистецтв і меценатом. Не стало його 17 лютого 1609 року.

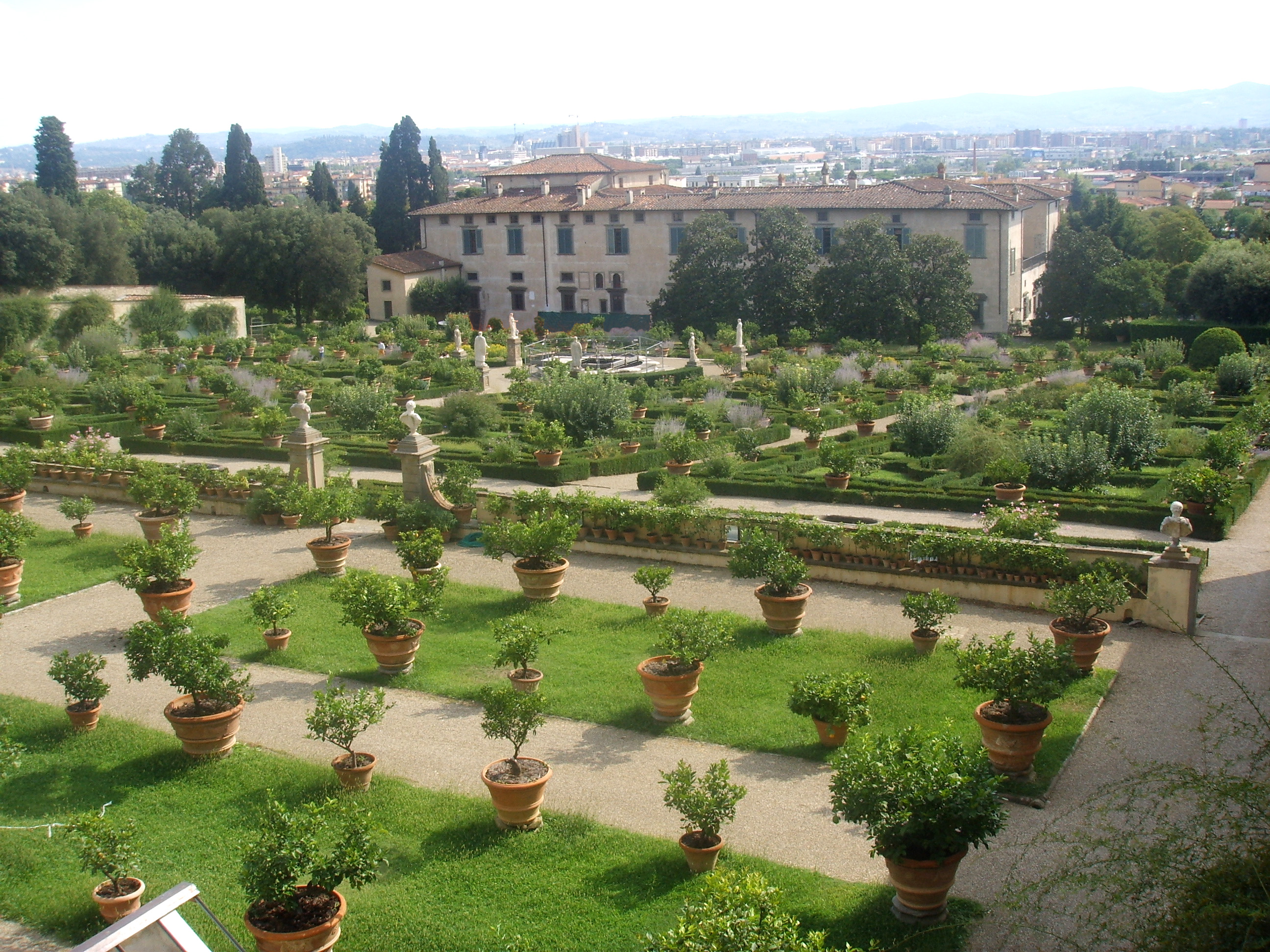
Вілла Медічі

Трон Тоскани успадкував старший син Козімо II. Хворий на туберкульоз, він значну частину управлінських функцій передав матері, брату Франческо, дружині та радникам. Не зважаючи на невдалу зовнішню політику, всередині країни тривав період економічного добробуту та зростання чисельності населення, навіть при кількох роках неврожаїв. Козімо також мав велику цікавість до науки, протегував Галілео Галілею. Крістіні у 1615 році вчений написав есе. У 31-річному віці великий герцог пішов з життя.
Від 1621 до 1628 Крістіна Лотаринзька та Марія Магдалена Австрійська здійснювали регентські функції під час малолітства Фердинандо II. Схильність до розкоші та марнотратства, пов'язані з безгосподарністю, призвели до великої заборгованості Тоскани. Перебуваючи значною мірою під впливом церкви, набожна Крістіна передала багато посад церковним сановникам. Нею були створені численні монастирі, у тому числі, в Пізі та у Флоренції.
Крістіна дожила до поважних літ, дочекавшись правнуків. Вона померла 9 грудня 1637 року на віллі Медічі ді Кастело. Похована в каплиці Медічі Базиліки Сан-Лоренцо у Флоренції.

## Родина

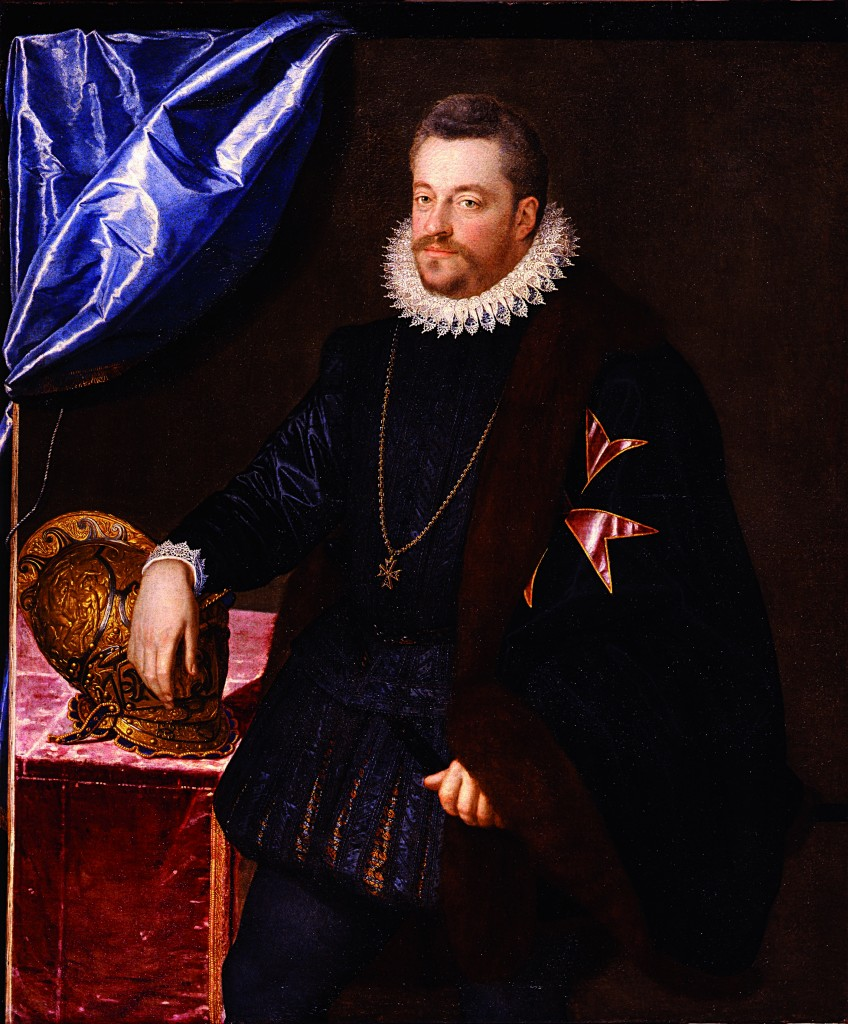
Фердинандо I Медічі. Портрет пензля Шипіоне Пульцоне, 1590

Чоловік — Фердинандо I Медічі, великий герцог Тосканський
Дітиː
- Козімо (1590—1621) — наступний великий герцог Тосканський у 1609—1621 роках, був одруженим із Марією Магдаленою Австрійською, мав восьмеро дітей;
- Елеонора (1591—1617) — існували плани щодо її шлюбу із королем Іспанії Філіпом III, але вони не були здійснені. Померла неодруженою.
- Катерина (1593—1629) — дружина герцога Мантуї Фердинандо Ґонзаґа, дітей не мала;
- Франческо (1594—1614) — князь Капістрано, барон Карапелле, одруженим не був, дітей не мав;
- Карло (1595—1666) — кардинал;[8]
- Філіпо (1598—1602) — прожив 5 років;
- Лоренцо (1599—1648) — іспанський гранд, колекціонер та дипломат, у 1624—1628 роках велися перемовини щодо його одруження з принцесою Стільяно,[9] однак він залишився нежонатим, дітей не мав;
- Марія Маддалена (1600—1633) — жила в монастирі делла Крочетта, хоча ніколи не приймала постригу;
- Клаудія (1604—1648) — дружина герцога Урбіно Федеріко Убальдо, згодом — ерцгерцога Передньої Австрії Леопольда V, мала шестеро дітей від обох шлюбів. Регентка Тиролю у 1632—1646 роках.

## Титули
- 16 серпня 1565 — 3 травня 1589 — Її високість Крістіна Лотаринзька;
- 3 травня 1589 — 17 лютого 1609 — Її високість велика герцогиня Тоскани;
- 17 лютого 1609 — 9 грудня 1637 — Її високість вдовіюча велика герцогиня Тоскани.